# Palazzo Caligiuri

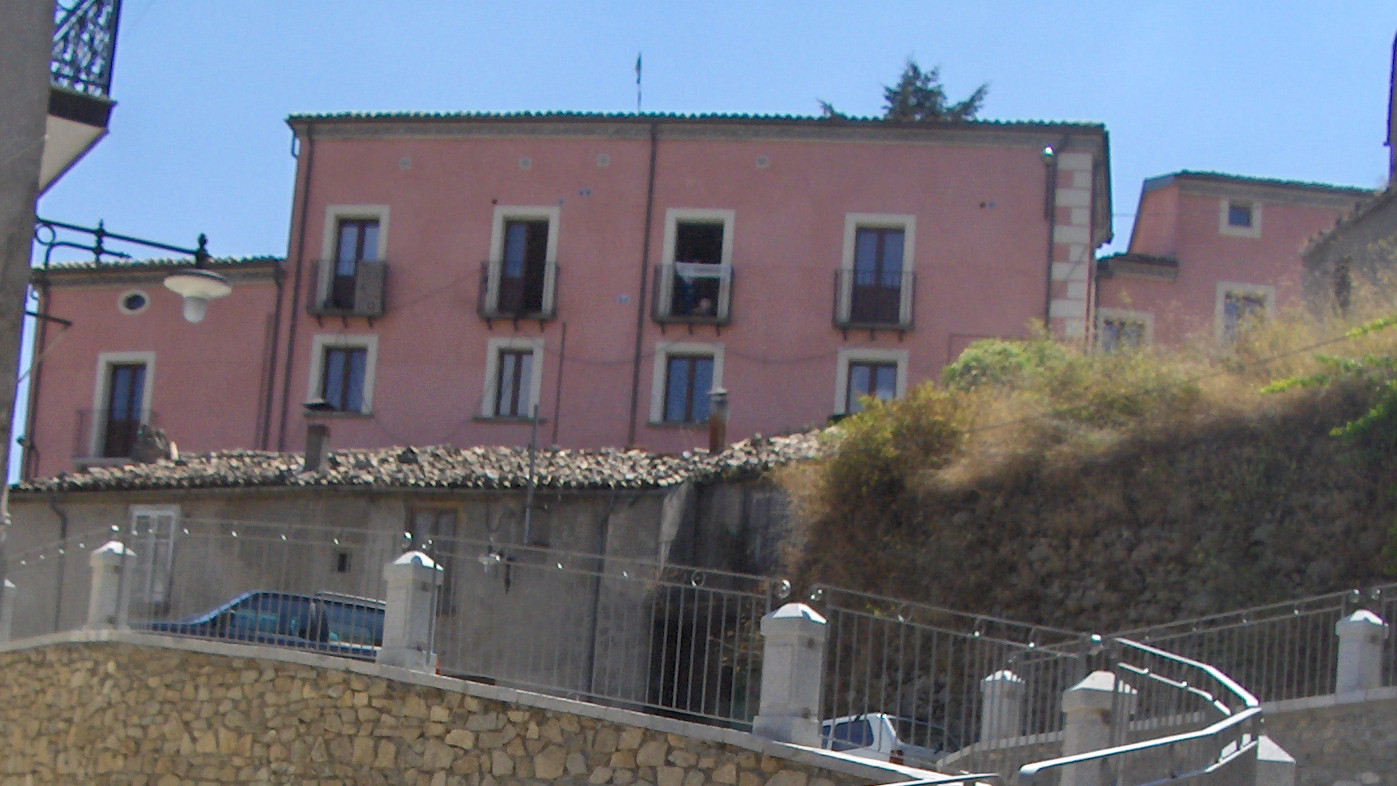
Palazzo Caligiuri in San Giovanni in Fiore

Der Palazzo Caligiuri ist ein Palast aus dem 18. Jahrhundert auf dem Timpone San Biagio, einem Hügel in San Giovanni in Fiore in der italienischen Region Kalabrien. Er liegt in der Via Fontanella, 5.

## Geschichte und Beschreibung
Der Palast wurde in der zweiten Hälfte des 18. Jahrhunderts auf dem Timpone San Biagio errichtet, auf dem früher die Kirche San Biagio stand, die aber in den 1930er-Jahren abgerissen wurde. Das Gebäude wurde entlang eines sehr steilen Bergrückens erbaut und seine Form folgt stufenweise der Form des Geländes, so wie dies auch beim Palazzo De Marco der Fall ist. Sicherlich hat der Hügel, den sich der Palast mit einem weiteren historischen Palast, dem Palazzo Barberio, teilt entscheidend zu dessen Architektur beigetragen. Es gibt fünf Eingänge, die entlang der gesamten Fassade verteilt sind; der Haupteingang aber liegt im Mittelteil des Gebäudes. Im unteren Teil waren fast sicher die Lagerräume untergebracht, während der obere Teil des Palastes, der auf dem Gipfel des Hügels endet, sich durch zwei unterschiedliche Baukörper auszeichnet, entsprechend den beiden unterschiedlichen Höhen des Gebäudes. Der Palast zeigt keine besondere architektonische Zier, folgt aber einem präzisen Schema mit einzelnen Fenstern im Erdgeschoss und kleinen Balkonen im Obergeschoss.